# Deborah Jeanne Rowe
Deborah Jeanne Rowe, més coneguda com a Debbie Rowe, és una dona de Washington que es va casar amb Michael Jackson el 1996 i se'n va divorciar l'any 1999. Van tenir dos fills, Michael Joseph "Prince" Jackson Jr. i Paris-Michael Katherine Jackson. Rowe va ser la infermera personal de Michael Jackson des de 1992 fins al 1997. El 2018 va anunciar en una entrevista que ella tenia càncer i portava perruca.